# Monodaeus
Monodaeus is een geslacht van kreeftachtigen uit de klasse van de Malacostraca (hogere kreeftachtigen).

## Soorten
- Monodaeus arnaudi Guinot & Macpherson, 1988
- Monodaeus couchii (Couch, 1851)
- Monodaeus cristulatus Guinot & Macpherson, 1988
- Monodaeus guinotae Forest, 1976
- Monodaeus pettersoni Garth, 1985
- Monodaeus rectifrons (Crosnier, 1967)
- Monodaeus rouxi (Capart, 1951)
- Monodaeus tuberculidens (Rathbun, 1911)